# Jiukeshu
Jiukeshu (in cinese: 九棵树站S, Jiǔkēshù zhànP) è una stazione della linea Batong della metropolitana di Pechino.
Dal 29 agosto 2021 è stato avviato l'esercizio congiunto tra la linea 1 e la linea Batong, le quali operano come un’unica linea continua. Sebbene la linea venga principalmente indicata come "linea 1−Batong", la denominazione "linea Batong" non è stata eliminata dalla segnaletica e dalle mappe ufficiali, rendendo di fatto la stazione di Jiukeshu di competenza della linea Batong.

## Storia
Il tracciato della linea Batong è stato definito nei primi anni '90 come parte della proposta di progettazione della metropolitana di Pechino a servizio del distretto di Chaoyang. I lavori di costruzione sono stati avviati il 28 dicembre 2001 e la linea è stata inaugurata due anni dopo, il 27 dicembre 2003, aprendo al pubblico le 13 stazioni nella tratta Sihui − Tuqiao.
Nel 2010 si iniziò a ipotizzare una operatività congiunta tra la linea 1 e la linea Batong, che avrebbe ridotto i tempi di viaggio e evitato lo scambio alla stazione di Sihui o Sihuidong. Si notò, però, che da un punto di vista ingegneristico l'operazione sarebbe stata estremamente difficoltosa in quanto le due linee utilizzavano una segnaletica differente. Gli studi di fattibilità vennero avviati nel 2016 e il 12 giugno 2020 la Commissione di riforma e sviluppo di Pechino approvò il progetto di interconnessione della linea 1 e della linea Batong.
In seguito, il 29 agosto 2021, venne avviata l’operatività congiunta tra la linea 1 e la linea Batong, unificando il tracciato delle due linee. Pur operando come un’unica linea integrata, il servizio che copre le stazioni della linea Batong (da Gaobeidian a Universal Resort) termina anticipatamente rispetto a quello che serve le stazioni della linea 1 (da Gucheng a Sihuidong).

## Posizione
La stazione di Jiukeshu si trova nell'area di Liyuan, nel distretto di Tongzhou, alla periferia orientale di Pechino. È stata costruita all'incrocio tra South Beiyuan Road e West Jiukeshu Street.

## Struttura e impianti

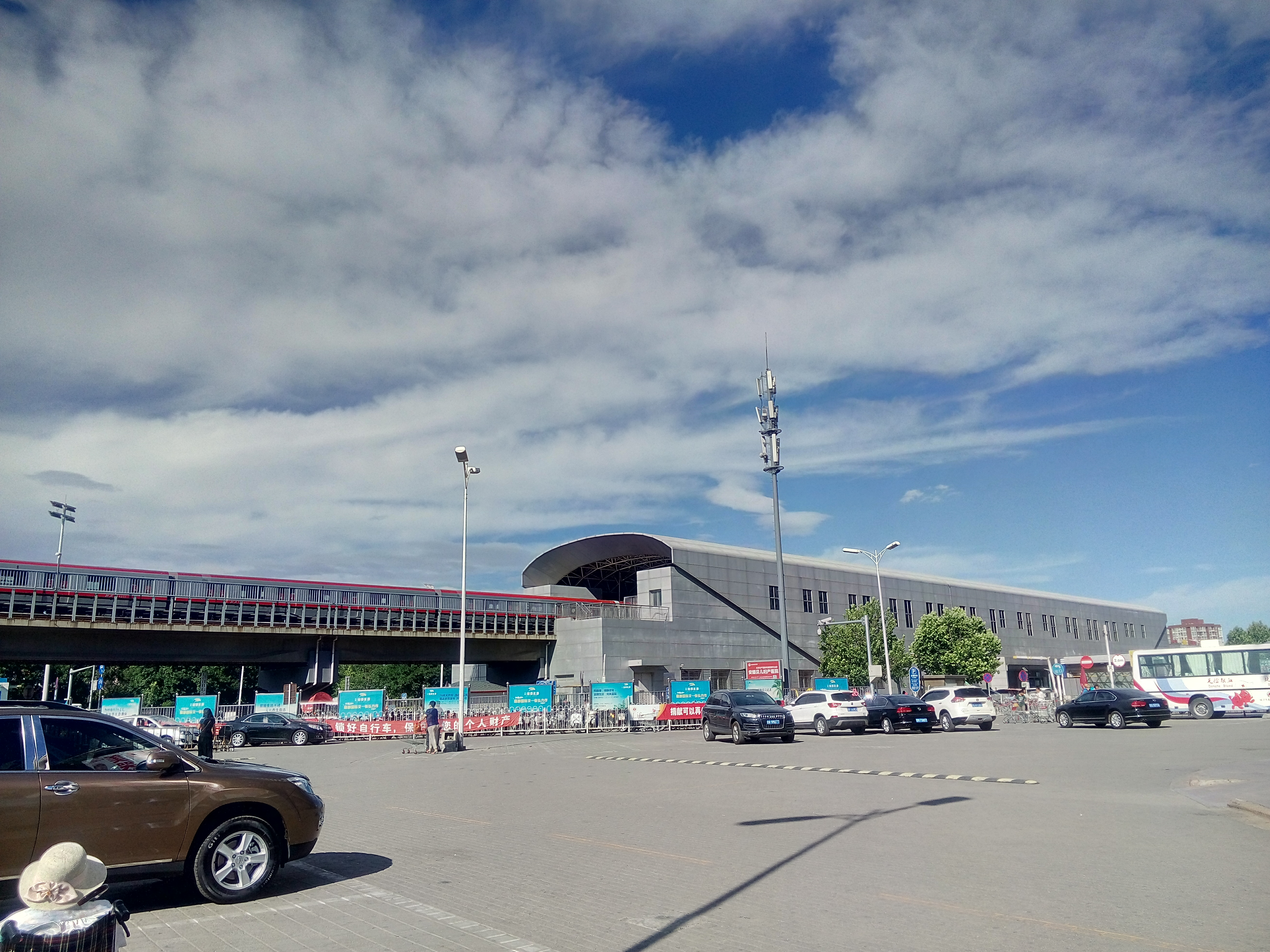
Edificio della stazione.

La stazione di Jiukeshu è una stazione sopraelevata e presenta una struttura simile alle altre stazioni sopraelevate della linea Batong, con un atrio centrale e banchine laterali. La stazione è strutturata in due piani: il piano terra è dedicato all'atrio e ai tornelli, mentre il secondo piano sopraelevato alle due banchine.
La stazione presenta due accessi, indicati con le lettere A e B.

## Servizi
La stazione dispone di:
- Accessibilità per portatori di handicap (ingresso B)
- Emettitrice automatica biglietti
- Servizi igienici
- Sportello automatico
- Stazione video sorvegliata
- Ufficio polizia

### Orari
Il primo treno lascia la stazione di Jiukeshu in direzione Universal Resort tutti i giorni alle 6:02, mentre l'ultimo parte alle 00:04. In direzione opposta, verso Gucheng, il primo treno effettua servizio alle 5:22 mentre l'ultimo alle 23:08.

## Interscambi
- Fermata autobus